# Kolpin
Kolpin ist ein Ortsteil der Gemeinde Reichenwalde im Landkreis Oder-Spree in Brandenburg.

## Geografische Lage

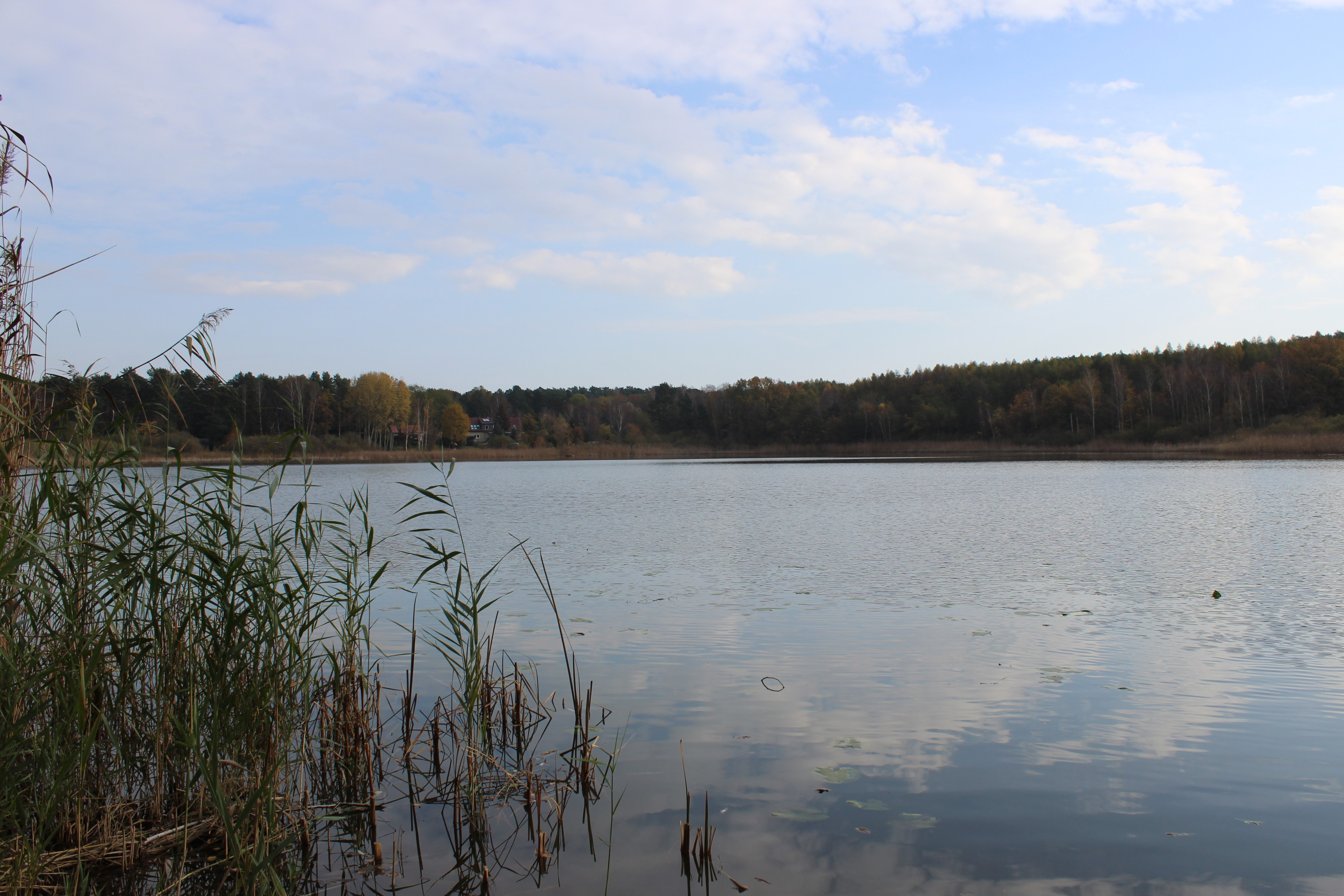
Kleiner Kolpiner See

Kolpin liegt nördlich des Gemeindezentrums. Nördlich ist der Ortsteil Markgrafpieske der Gemeinde Spreenhagen. Es folgen im Uhrzeigersinn die Gemeinden Rauen, Bad Saarow, Reichenwalde sowie der Ortsteil Lebbin, der wiederum zu Spreenhagen gehört. Nordöstlich der Gemarkung liegen die Rauenschen Berge sowie ein Rundwall mit Siedlungsspuren aus dem späten Mittelalter. Der überwiegende Teil ist bewaldet; im Osten sind der Kleine Kolpiner See sowie der Große Kolpiner See.

## Geschichte und Etymologie

### 15. bis 16. Jahrhundert
1445 wurde Colpinichin erstmals urkundlich erwähnt und erschien in den Folgejahren 1448 als Colpyneken und 1485 als Colpinchen bzw. Culpinichen im Jahr 1506. Der Name leitet sich möglicherweise aus dem slawischen colpa für Schwan ab. Das Platzdorf war von 1445 bis vor 1552 hälftig im Besitz der Familie Bünau, die es an die von Meseritz verkauften. Diese wiederum verkauften es 1582 an die Familie von Löschebrand aus Saarow. Die andere Hälfte besaßen von 1448 bis 1457 die Familie Maxen zu Storkow (1450), die außerdem eine freie Trift und Schäferei sowie die Ober und Niedergerichtsbarkeit besaßen. Ihr Anteil wechselte von 1482 bis 1506 an die Familie Borgk aus Storkow und kam 1518 zur Familie Rychen, die es möglicherweise vor 1526 an die Familie Retzow verkauften. Von 1526 bis 1562 war der Anteil im Besitz der Familie Balkow und kam danach an das Amt Storkow. In dieser Zeit erschien neben dem Dorf im Jahr 1556 auch ein Rittersitz. Im Jahr 1572 lebte der Winzer aus Storkow in Kolpin. Im Dorf gab es 17 Bauernhöfe, von denen allerdings 13 wüst lagen. Hinzu kamen ein wüst liegender Kossätenhof. Die Einwohner leisteten Abgaben an den Pfarrer in Storkow.

### 17. Jahrhundert
Zur Jahrhundertwende gab es im Dorf vier Ritterhufen, 21 Bauernhufen und einen Hirten. Das Dorf gehörte von 1605 bis 1618 der Familie von Bardeleben aus Selchow, die es an den Amtsschreiber Kogge aus Storkow verkauften, der es bis nach 1620 besaß. Er verkaufte es an die von Maltitz, die es bis nach 1644 hielten; danach kam auch dieser Anteil an das Amt Storkow. In dieser Zeit gab es im Dorf drei Untertanen, darunter auch den Schulzen, die Getreidezinsen an das Amt Storkow zahlten. Im Dreißigjährigen Krieg wurde 1641 das gesamte Dorf zerstört. Bis 1692 hatten sich vier Zweihufner niedergelassen, darunter ein Heideläufer und ein Heidereiter. Insgesamt 13 Hufen lagen noch wüst und waren verwachsen, die zum Teil vom Heidereiter noch bewirtschaftet wurden. Das Kossätengut lag nach wie vor wüst. Auf den 21 Bauernhufen wurden je zwei Scheffel Winter- und eine Scheffel Sommersaat ausgebracht. Die Einwohner konnten kein Wiesenwachs ernten, ihnen stand jedoch genug Brennholz zur Verfügung. Die Hütung wurde in eine Statistik als „notdürftig“ bezeichnet; Fischerei und Schafzucht wurden nicht betrieben.

### 18. Jahrhundert
Die Haupteinnahmequelle waren über viele Jahrhunderte die umliegenden Wälder, die von einer Oberförsterei verwaltet wurden. Friedrich II. ordnete an, dass Holz aus den Kolpiner Wäldern für den Aufbau von Philadelphia zur Verfügung gestellt wurde. Im Jahr 1772 konnten die Bauern auf 22 Hufen insgesamt 18 Scheffel Wintersaat ausbringen. Es gab einen Kossäten mit vier Hufen (der Heidereiter), drei Kossäten mit zwei Hufen (darunter ein Setzschulze) sowie ein Halbkossät und einen Hirten, die nur noch zehn Hufen bewirtschafteten. Eine Statistik von 1745 berichtet von einem Forsthaus, einem Heideförster und vier Kossäten. Eine andere Statistik führt für 1750 drei Kossäten, einen Förster mit Kossätenhof, einen Halbkossäten, einen Unterförster mit einem Halbkossätenhof sowie vier Büdner und einen Hirten auf. Im Dorf Colbininchen (1772) lebten im Jahr 1775 mittlerweile fünf Kossäten, elf Büdner und andere, die 13 Feuerstellen (=Haushalte) betrieben; eine davon in einem Mehrfamilienhaus.

### 19. Jahrhundert
Im Jahr 1801 gab es in Colpin (1805) vier Ganzkossäten, einen Halbkossäten, 14 Einlieger, einen Krug, ein Forsthaus mit einem königlichen Oberförster sowie 22 Hufen und mittlerweile 18 Feuerstellen. Kolpin entwickelte sich zu einem Dorf mit Forsthaus und dem Etablissement Kolpinscher Winkel, in dem in Summe 29 Wohnhäuser standen. Es gab die Oberförsterei Kolpin mit fünf Schutzbezirken und fünf Stationären Schutzbeamten in Belauf Dahmsdorf, Rauen, Markgrafpieske, Dickdamm und Türkenberg (1843). Im Jahr 1858 war das Dorf 1006 Morgen (Mg) groß: 35 Mg Gehöfte, 62 Mg Gartenland, 660 Mg Acker, 21 Mg Wiese, 12 Mg Weide und 216 Mg Wald. Es bestand aus dem Dorf und einem Abbau, in dem in Summe zwei öffentliche, 30 Wohn- und 49 Wirtschaftsgebäude standen. Das Rittergut war 19.440 Mg groß: 4 Mg Gehöfte, 24 Mg Gartenland, 157 Mg Acker, 103 Mg Wiese und 19.152 Mg Wald. Der Gutsbezirk bestand aus dem Forstrevier Kolpin mit Oberförsterei Kolpin, dem Schutzbezirk Dahmsdorf und Forsthaus Kolpin in der Nähe des Dorfes Kolpin, dem Schutzbezirk Markgrafpieske und Forsthaus Briesenluch in der Nähe der Kolonie Briesenluch, dem Schutzbezirk und Forsthaus Dickdamm, dem Schutzbezirk und Forsthaus Rauen in der Nähe des Dorfes Rauen sowie dem Forsthaus Kolpin. Dort standen ein öffentliches Gebäude und ein Wirtschaftsgebäude. Bis 1864 war ein Kossätenhof verschwunden; im Dorf lebten nur noch vier Kossäten, ein Halbkossät und zwei Büdner.

### 20. bis 21. Jahrhundert

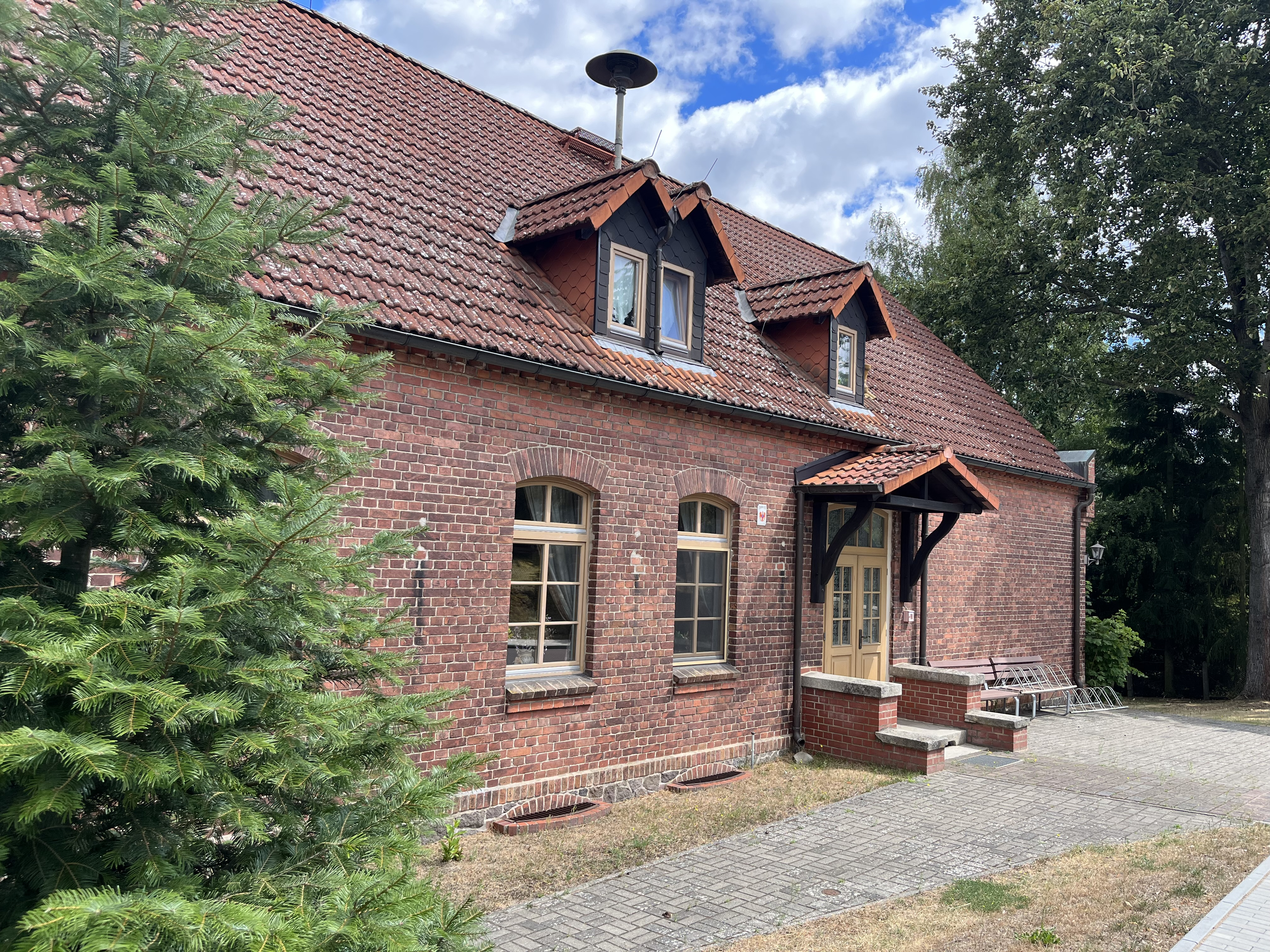
Gemeindehaus

Im Jahr 1900 war das Dorf mit 47 Häusern 276 Hektar (ha) groß, davon 141 ha Acker und Gartenland, 28 ha Wiese und 58 ha Forst; das Rittergut mit sechs Häusern war 5110 ha groß, davon 49 ha Acker und Gartenland, 29 ha Wiese, 4 ha Weide und 4900 ha Forst. Im Jahr 1929 kam es zu umfangreichen Umstrukturierungen im Gutsbezirk Kolpin. Der Forst wurde aufgelöst, die Försterei Bezirk Dahmsdorf mit der Gemeinde Dahmsdorf vereinigt, die Försterei Bezirk Rauen und Ketschendorf mit der Gemeinde Rauen vereinigt sowie die Försterei Bezirk Briesenluch, Dickdamm und Langendamm mit Ausnahme der Exklave Göllmitz mit der Gemeinde Markgrafpieske vereinigt. Die Exklave kam zur Gemeinde Braunsdorf; der restliche Gutsbezirk zur Gemeinde Kolpin. Zwei Jahre später bestand Kolpin als 986 ha große Landgemeinde mit 49 Wohnhäusern und den Wohnplätzen Abbau und Forsthaus Kolpin. Im Jahr 1939 gab es einen land- und forstwirtschaftlichen Betrieb, der über 100 ha groß war. Sieben weitere Betriebe waren zwischen 20 und 100 ha, sechs zwischen 10 und 20 ha, fünf zwischen 5 und 10 ha sowie 35 zwischen 0,5 und 5 ha groß.
Nach dem Zweiten Weltkrieg gründete sich im Jahr 1958 eine LPG Typ I mit elf Mitgliedern und 62,9 ha Fläche, davon 17,7 ha Forst und Gemeindeland. Sie bestand 1960 mit 23 Betrieben, 34 Mitgliedern und 213 ha Fläche, die 1965 in eine LPG Typ III überging. Diese schloss sich 1973 mit der LPG Typ III Silberberg und der LPG Typ III Reichenwalde zu einer LPG Typ III mit Sitz in Reichenwalde zusammen. Im Jahr 1977 gab es im Ort die Oberförsterei und Revierförsterei.
Von 1993 bis 2008 war das Gebäude Sitz der Justizakademie des Landes Brandenburg. Am 31. Dezember 2001 schloss sich Kolpin mit der Gemeinde Dahmsdorf zur Gemeinde Reichenwalde zusammen.

## Bevölkerungsentwicklung
| Jahr      | 1774 | 1801 | 1817 | 1837                                       | 1858                     | 1900       | 1925 | 1939 | 1946 | 1964 | 1971 | 1981 |
| Einwohner | 78   | 127  | 127  | 181 mit Forsthaus K und Kolpinscher Winkel | Dorf 217 und Forsthaus 6 | 263 und 34 | 352  | 353  | 411  | 367  | 344  | 298  |

## Kultur und Sehenswürdigkeiten

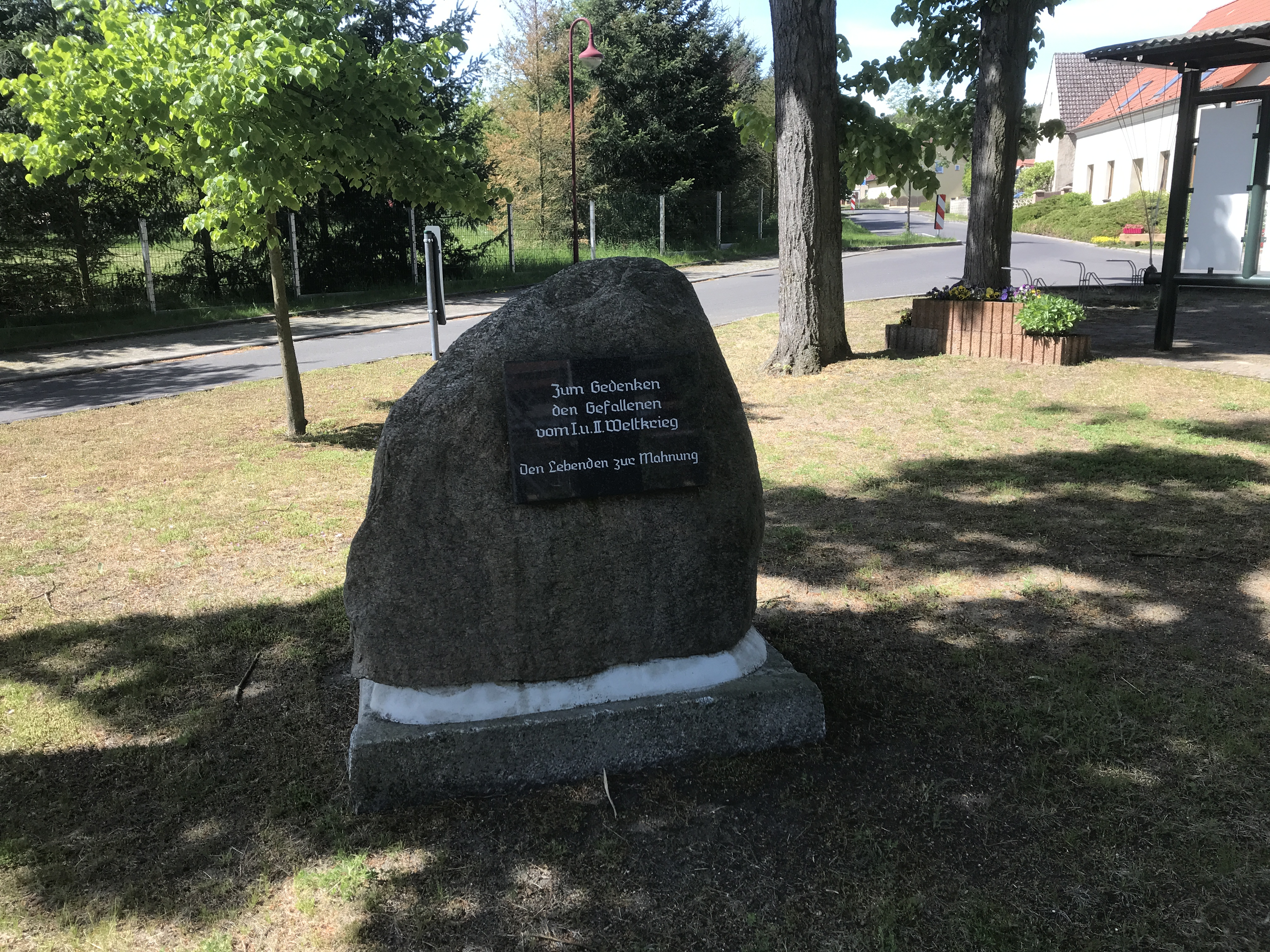
Findling auf dem Dorfanger

- Kleiner und Großer Kolpiner See
- Rauensche Berge

## Wirtschaft und Infrastruktur
Neben einigen landwirtschaftlichen Betrieben sowie Handwerkern richten sich zahlreiche Angebote an Touristen, darunter eine Pension sowie ein Campingplatz.
Die Landstraße 361 führt von Nordosten kommend in südwestlicher Richtung durch den Ort und verbindet ihn mit Fürstenwalde/Spree und Storkow (Mark). Über die Linie 435 besteht an die genannten Orte eine Verbindung mit dem ÖPNV.